# Klarvattutjärnen (Råneå socken, Norrbotten, 738118-177462)
Klarvattutjärnen är en sjö i Bodens kommun i Norrbotten och ingår i Vitåns huvudavrinningsområde. Sjön har en area på 0,0854 kvadratkilometer och ligger 270,8 meter över havet.

## Delavrinningsområde
Klarvattutjärnen ingår i det delavrinningsområde (737084-177926) som SMHI kallar för Mynnar i Vitån. Medelhöjden är 267 meter över havet och ytan är 78,01 kvadratkilometer. Det finns inga avrinningsområden uppströms utan avrinningsområdet är högsta punkten. Dockasälven som avvattnar avrinningsområdet har biflödesordning 2, vilket innebär att vattnet flödar genom totalt 2 vattendrag innan det når havet efter 63 kilometer. Avrinningsområdet består mestadels av skog (75 procent) och sankmarker (22 procent). Avrinningsområdet har 0,37 kvadratkilometer vattenytor vilket ger det en sjöprocent på 0,5 procent.